# Tankai

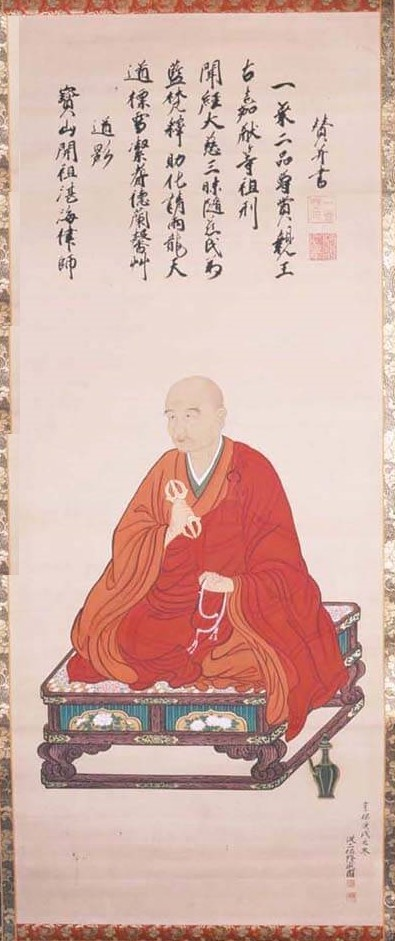
Tankai

Tankai (japanisch 湛海, auch Hōzan Tankai (宝山 湛海) genannt; geboren 23. Februar 1629 in der Provinz Ise; gestorben 9. Februar 1716) war ein asketischer japanischer Mönch und Bildhauer in der frühen Edo-Zeit.

## Leben und Wirken
Tankai, geboren mit dem Familiennamen „Yamada“ (山田), verließ im Alter von 18 Jahren sein Elternhaus und wurde Priester der Shingon Risshū-Richtung (真言律宗) des Buddhismus. Nachdem er das Land bereist hatte, während er strenge asketische Praktiken ausführte, stieg er, den Spuren von Enno Gyōja (役 行者; 634–701) folgend, auf den Berg Ikomayama (生駒山) in der Provinz Yamato und verbrachte dort einige Jahre in einer Höhle. 1678 restaurierte er den Tempel Hōzan-ji (宝山寺) in Ikoma.
Schon in jungen Jahren strebte Tankai danach, buddhistische Bilder zu schaffen. Zusammen mit seinem Schüler Ryūkei (隆慶; 1659–1732) hinterließ er Werke voller Kraft, die aus einem leidenschaftlichen Glauben geboren wurden, und mit denen er sich von den stagnierenden professionellen buddhistischen Bildhauern seiner Zeit stark unterschied.
Insbesondere ist Tankai bekannt für seine Statuen des Fudō Myōō (不動明王). Dann gibt es die fünf großen Myōōs (五大明王) am Hōzan-ji, die Skulpturen in der Saiendō-Halle (西円堂) des Hōryū-ji und Skulpturen am Tōshōdai-ji.